# 당느릅나무
당느릅나무는 장미목 느릅나무과의 식물이다. 학명은 Ulmus davidiana이다.
겨울에 잎이 지는 큰키나무다. 키는 15m까지 자라며 중국, 몽골, 시베리아, 한반도, 일본에 서식한다. 한반도에서는 경남 진주, 경기도, 함경북도에서 자란다. 나무껍질이 짙은 회색이고 불규칙하게 갈라진다. 잎은 어긋나고 달걀 모양이거나 긴 타원 모양이며 끝이 길게 뾰족하고 가장자리에 큰 겹톱니가 있다. 잎 뒷면 잎맥 위에 털이 난다. 잎이 나기 전에 잎겨드랑이에서 취산꽃차례에 자잘한 꽃이 핀다. 열매는 4~5월에 여무는데 거꾸로 된 달걀 모양이며 가운데에 잔털이 나고, 씨가 날개 위쪽으로 치우쳐 있다. 열매가 느릅나무와 다르다.

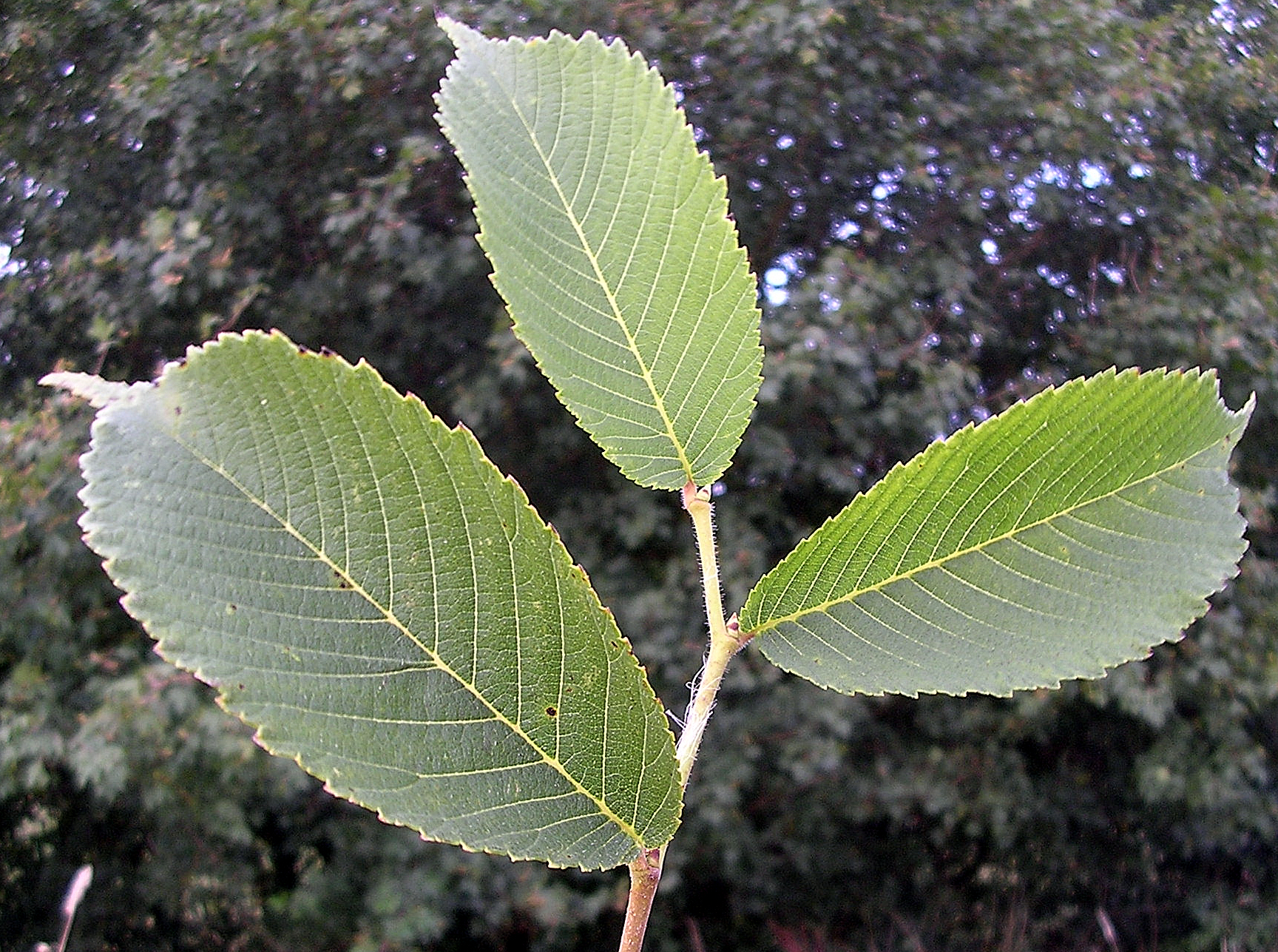
잎

## 참고자료
- 《조경수목 핸드북》(광일문화사, 2000) ISBN 89-85243-25-X
- 《나무 쉽게 찾기》(진선출판사, 2004) ISBN 978-89-7221-414-4